# Hẻm núi Charyn

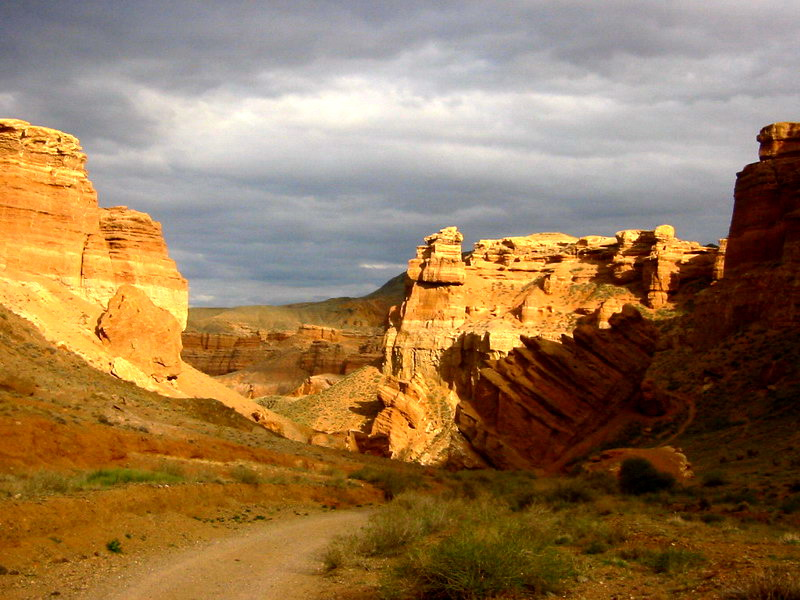
Hẻm núi Charyn

Hẻm núi Charyn (tiếng Kazakh: Шарын) là một hẻm núi kéo dài 154 km dọc theo sông Charyn ở Kazakhstan. Hẻm núi nằm tại khu vực cách Almaty khoảng 195-200 km về phía đông, không xa từ biên giới với Trung Quốc. Hẻm núi này nằm trong khu vực thuộc vườn quốc gia Charyn,  được thành lập ngày 23 tháng 2 năm 2004.
Hẻm núi Charyn là một di sản thiên nhiên, hình thành từ đá trầm tích có niên đại khoảng 12 triệu năm. Chiều cao của các núi dốc đứng trong hẻm núi này đạt tới 150–300 m.
Nơi đáng chú ý nhất đối với du khách là Thung lũng Lâu đài, với chiều dài gần 2 km và chiều rộng trong khoảng 20–80 m.
Trong lòng hẻm núi còn bảo tồn một khu rừng tần bì (Fraxinus) dạng cổ còn sót lại, đã trải qua và sống sót từ thời kỳ băng hà gần đây, với loài cây chủ yếu là tần bì Sogdiana (Fraxinus sogdiana). Khu rừng này có diện tích 4.855 ha với chiều dài dọc theo bờ sông là 25 km. Khu rừng tương tự như vậy còn lại nằm ở Bắc Mỹ. Từ năm 1964 người ta đã quy định khu rừng tần bì này là di sản thiên nhiên. Sự chú ý lớn cũng dành cho khu rừng dương lá lạ (Populus diversifolia) — một loài dương châu Á.
Sự đa dạng cảnh quan của hẻm núi Charyn tạo điều kiện cho tính đa dạng của quần động vật và thực vật nơi đây. Tại hẻm núi này người ta đã ghi nhận trên 1.500 loài thực vật, 17 trong số đó nằm trong sách đỏ của Kazakhstan và 62 loài thú, 103 loài chim, 25 loài bò sát.

## Thư viện ảnh

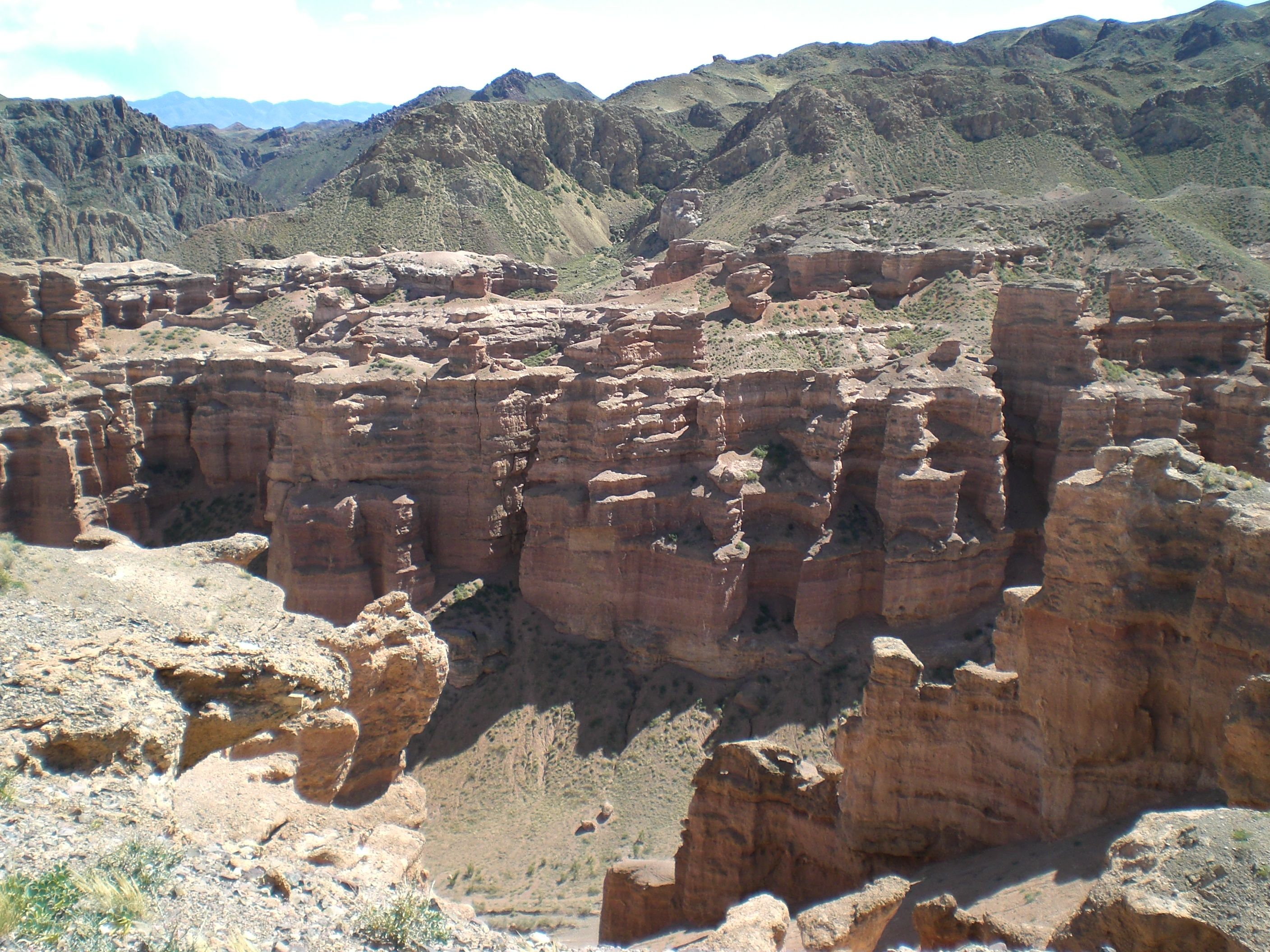
Hẻm núi Charyn
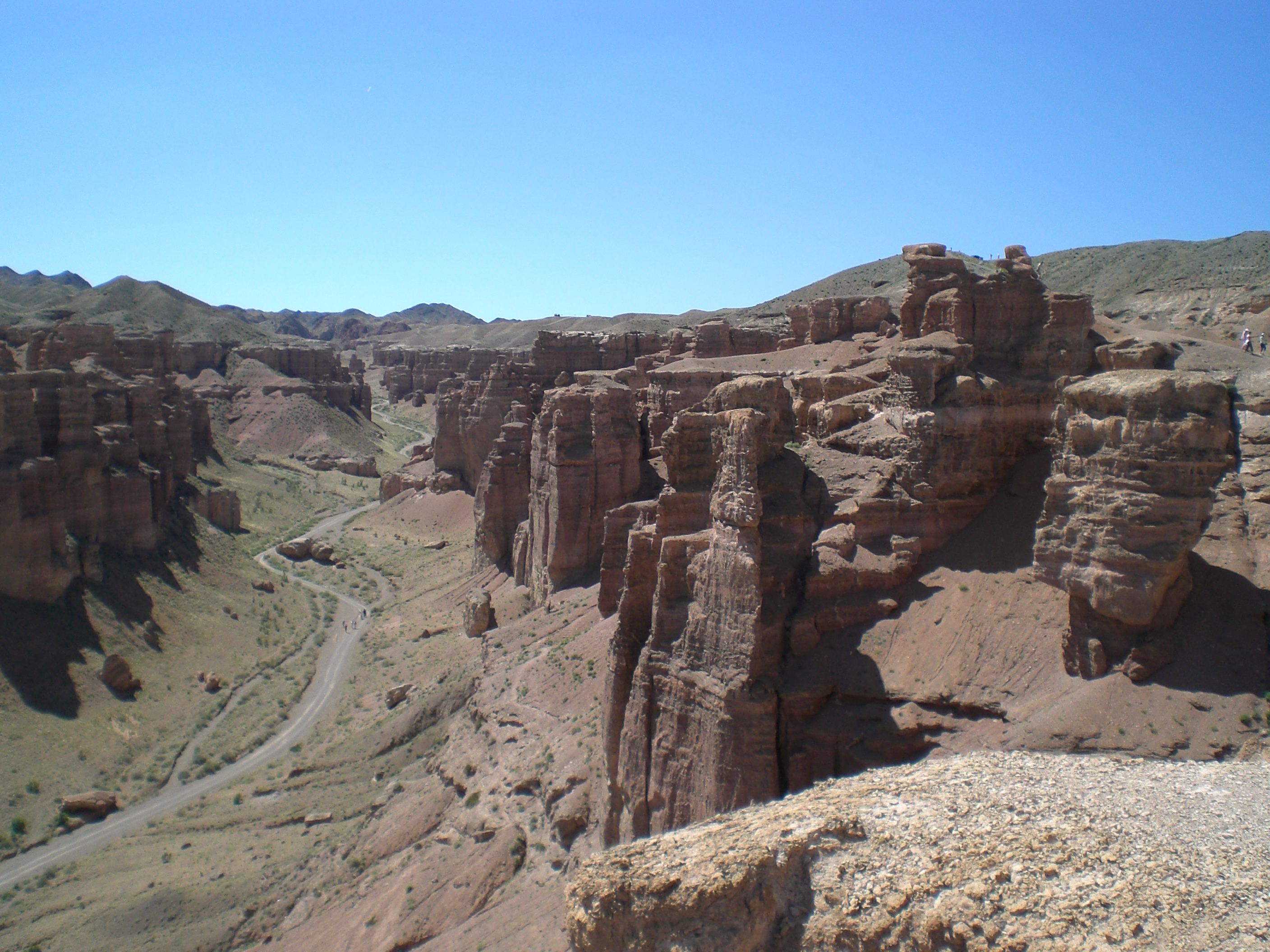
Đường dọc theo hẻm núi Charyn
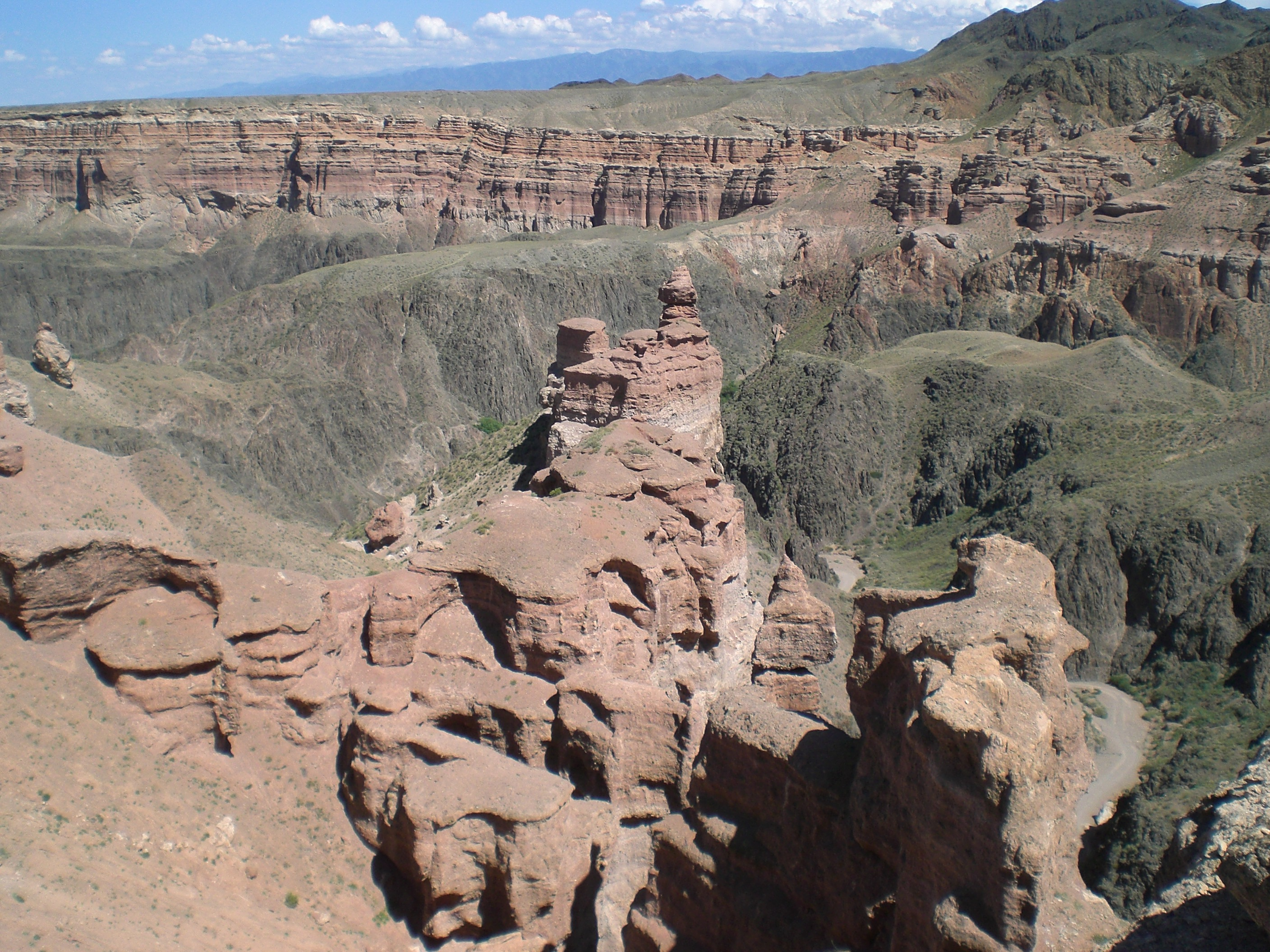
Thung lũng Lâu đài: nhìn từ trên cao
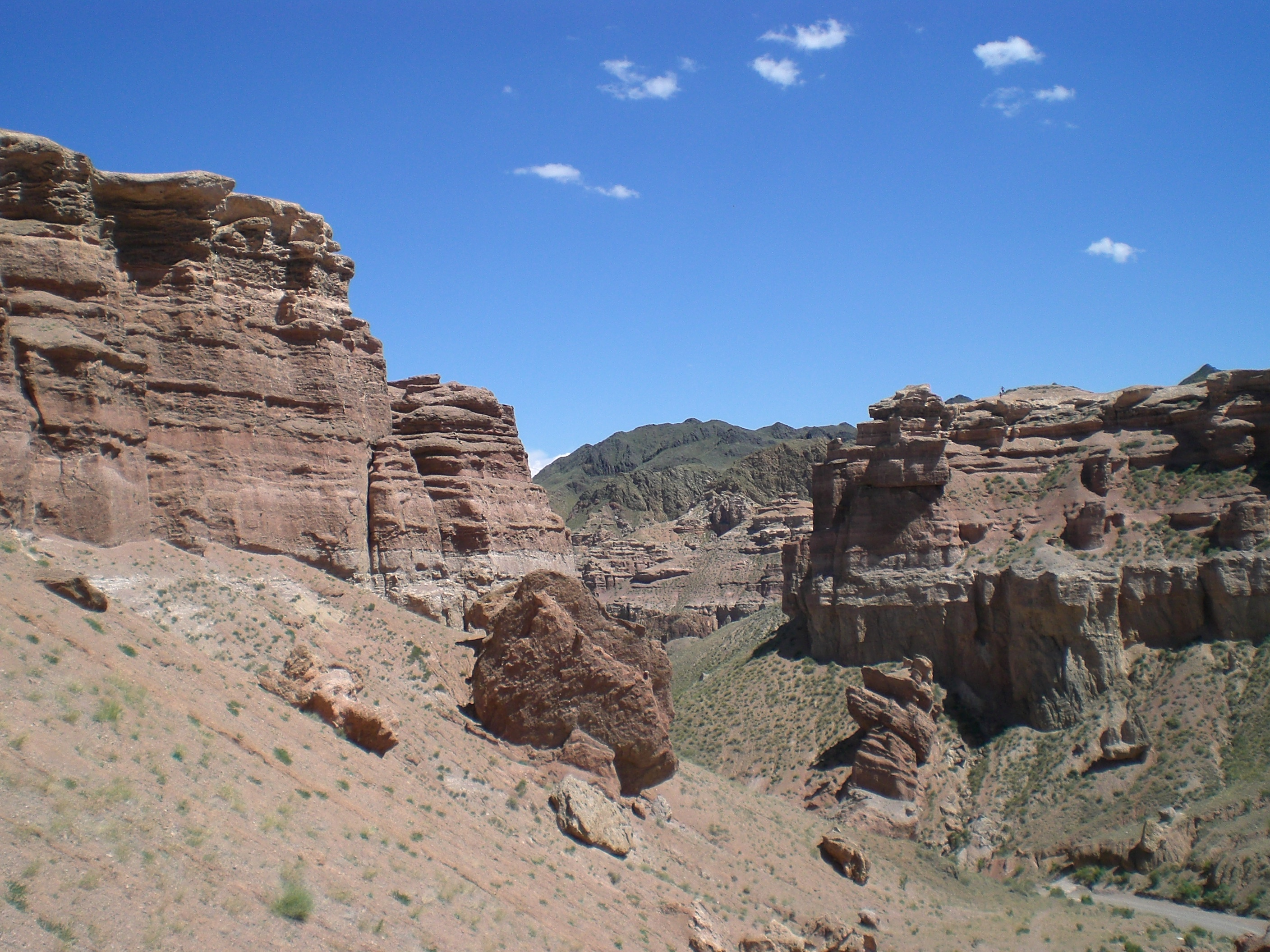
Sườn núi trong hẻm núi Charyn